# Personaggi de Le Superchicche
Questa pagina contiene informazioni relative ai personaggi de Le Superchicche, serie creata dall'animatore statunitense Craig McCracken.

## Le Superchicche

### Lolly
Lolly (Blossom) è la leader delle Superchicche nonché la più calma, matura e intelligente, ha i capelli lunghi e rossicci adornati con un grosso fiocco rosso e indossa un abito rosa. Funge il più delle volte come voce della ragione del gruppo sebbene talvolta possa risultare arrogante e saccente coi suoi modi di fare. Possiede un forte senso della giustizia che la porta a fare sempre la cosa giusta, tuttavia nell'episodio Un dono speciale per la festa del papà ha rivelato anche un suo lato oscuro rubando un set di mazze da golf molto caro per la festa del papà. I suoi poteri speciali sono il soffio di ghiaccio e lo sputo di fuoco mentre il suo ingrediente caratteristico è ogni cosa bella. Voce originale: Catherine Cavadini, Voce italiana: Monica Ward.

### Dolly
Dolly (Bubbles) è la più dolce, simpatica e affettuosa del gruppo, ha i capelli biondi e indossa un abito azzurro chiaro. È affezionata al suo polpo di pezza Polipò ed è una ragazzina estremamente infantile e distraibile, per questo Lolly e Molly (soprattutto quest'ultima) si divertono a prenderla in giro mentre alcuni cattivi la sfruttano a proprio vantaggio. Ciò nonostante anche lei sa essere grintosa come dimostrato nell'episodio Superchicche a confronto per far capire alle sue sorelle e al professore che quando vuole sa essere una vera e propria temeraria. I suoi poteri speciali sono la capacità di parlare correttamente lingue come lo spagnolo e il giapponese pur non avendole mai studiate e comprendere il linguaggio degli animali (in particolare degli scoiattoli) mentre il suo ingrediente caratteristico è lo zucchero. Voce originale: Tara Strong, Voce italiana: Perla Liberatori.

### Molly
Molly (Buttercup) è la più tosta, aggressiva e spericolata del trio, ha i capelli neri e indossa un abito verde lime. Ha l'abitudine di sferrare i pugni in ogni combattimento contro i nemici, inoltre è facilmente irritabile, sfrenata e anche estremamente sarcastica. In alcune occasioni si è comportata anche in maniera egoistica, come nell'episodio Occhio per occhio, dente per dente dove arriva addirittura a pestare i cattivi senza che essi abbiano fatto niente di male, così da poter ottenere i loro denti e guadagnare soldi dalla fatina. Nonostante il suo caratteraccio e sebbene faccia fatica anche a chiedere scusa ha dimostrato comunque di avere un lato sensibile. Il suo "potere" speciale è la capacità di arrotolare la lingua, abilità che nessuno (nemmeno le sue sorelle) è in grado di fare mentre il suo ingrediente caratteristico è la cannella. Voce originale: Elizabeth Daily, Voce italiana: Monica Bertolotti.

## Residenti di Townsville

### Prof Utonium
Il Prof Utonium è lo scienziato che ha creato le Superchicche. Nonostante appaia come un uomo molto intelligente e colto, è anche piuttosto ingenuo e infantile, ma è molto affezionato alle sue bambine ed è estremamente protettivo nei loro confronti. Un tempo era il padrone di Mojo Jojo quando era ancora una normale scimmia, il quale una volta lo spinse durante un suo esperimento mentre cercava di creare la bambina perfetta facendo cadere così nel suo pentolone il Chemical X (sostanza creata dal professore stesso che dà i poteri a chiunque ne faccia uso), ciò ha generato un'esplosione che ha dato vita alle Superchicche e che ha trasformato Mojo Jojo facendolo diventare il cattivo che è adesso. In un episodio si fidanza con la signorina Keane, salvo poi lasciarla quando scoprirà che lei ha un gatto come animale domestico dato che lui non li sopporta a causa di una brutta esperienza avuta con uno di essi che lo aveva ipnotizzato in un episodio precedente. Voce originale: Tom Kane, Voce italiana: Neri Marcorè (prima-quarta stagione), Massimo Corizza (da bambino), Saverio Indrio (quinta-sesta stagione).

### Il Sindaco
Il Sindaco è un omino stralunato e ridicolo che porta un cappello e un monocolo. Nonostante sia l'amministratore della città di Townsville, è piuttosto sciocco e incompetente, non sembra svolgere bene la sua mansione e ha una smodata passione per i sottaceti, tanto da chiamare molte volte le Superchicche solo per farsi aprire da loro un barattolo di tali ortaggi data la sua inettitudine. Ciò nonostante dimostra comunque di essere molto affezionato alla sua gente e cerca di fare del suo meglio per loro. È accompagnato sempre dalla sua assistente, la signorina Bellum. Nell'episodio Bebo sindaco con l'imbroglio si scopre che il suo vero nome sorprendentemente è proprio "Sindaco". Voce originale: Tom Kenny, Voce italiana: Ambrogio Colombo.

### Signorina Bellum
La signorina Bellum è la segretaria del Sindaco, ed è molto bella e attraente. Il suo volto rimane sempre nascosto dai folti capelli rossi e di lei si vedono solo busto e gambe. A differenza del Sindaco è estremamente sagace e intelligente, capace di svolgere la maggior parte delle mansioni che dovrebbero invece spettare a lui. È anche un'esperta di arti marziali come viene mostrato in un episodio. Voce originale: Jennifer Martin, Voce italiana: Laura Nicolò.

### Signorina Keane
La signorina Keane è l'insegnante dell'asilo Pokey Oaks frequentato da Lolly, Dolly e Molly, è molto affezionata ai suoi studenti e sebbene svolga un lavoro piuttosto modesto, è molto accultarata e intelligente, tanto da arrivare a risolvere equazioni molto complicate come dimostrato nell'episodio Il demone della velocità. In un altro episodio si fidanza con il Prof Utonium, anche se alla fine di esso si lasciano. Voce originale: Jennifer Hale, Voce italiana: Giorgia Marinelli.

### Il Narratore
Il Narratore è la voce fuori campo che descrive e commenta le azioni di quasi ogni episodio. A differenza di altri narratori di altri cartoni animati, è un vero e proprio personaggio, ciò lo dimostra nelle numerose volte che interagisce coi vari personaggi della serie, soprattutto nell'episodio Parla la scimmia, dove Mojo Jojo lo rapisce per prendere il suo posto. Voce originale: Tom Kenny, Voce italiana: Gino Manfredi.

### Mitch Mitchelson
Mitch Mitchelson è il bulletto della scuola Pokey Oaks, dal comportamento dispettoso e intollerante. In un episodio si scopre che abita in un campo caravan insieme alla nonna. Voce originale: Tom Kenny, Voce italiana: Roberto Certomà.

### Cane parlante
Un cagnolino bianco con macchie nere che funge di comparsa. Diventa protagonista di un episodio in cui verrà a conoscenza di un crimine misterioso. Voce originale: Tom Keane, Voce italiana: Neri Marcorè (prima-quarta stagione), Fabrizio Vidale (quinta-sesta stagione).

## Personaggi secondari

### Bunny
È stata la quarta sorella delle Superchicche, aveva i capelli castani e indossava un abito viola. È apparsa in un solo episodio (Bunny la superchicca, stagione 2, episodio 11). Fu creata proprio dalle Superchicche perché erano troppo impegnate a svolgere i loro doveri. Inizialmente lei ha causato solo guai a Townsville (liberando i criminali e imprigionando i poliziotti), ma dopo ha rimesso le cose a posto. Ma all'improvviso è esplosa, e tutto ciò che è rimasto di lei è un pezzo del suo vestito. Bunny ha gli stessi poteri delle Superchicche, ma a differenza di loro, è di costituzione robusta e di aspetto un po' grottesco, non è particolarmente sveglia, ma è buona in fondo. Voce originale: Christine Cavanaugh, Voce italiana: Germana Dominici.

### Capitan Righteous e Lefty
Erano stati i difensori di Townsville durante la seconda guerra mondiale, ma ora sono in pensione e vivono nella casa di riposo di Pokey Folks a Townsville. Il primo non considera più Lefty per ragioni sconosciute, così le ragazze gli mentono, dicendo al secondo che Capitan Righteous gli manca. Vengono richiamati dalle ragazze per sconfiggere i Ministri del male, ma alla fine sia i criminali che gli eroi finiscono per ferirsi gravemente.

### Omino del sonno
Apparso solo nell'episodio Finalmente a nanna, parlando in rima, era stanco di non riuscire mai a dormire, creando una macchina per far cadere il mondo intero in un sonno eterno, così da poter ottenere un po' di meritato riposo. Quando le Superchicche vengono colpite dal suo incantesimo, scoprono di poter controllare ciò che accade nel mondo dei sogni. Così decidono di dare all'omino del sonno una lezione, in modo che possa risvegliare il mondo. Voce italiana: Mirko Pontrelli.

### Elmer Sglue
Ragazzino con il vizio di mangiare colla, si trasformerà nel corso nell'episodio in cui esordisce, in un gigante mostro ricoperto da tale sostanza. Voce originale: Dee Bradley Baker, Voce italiana: Paola Majano.

### Harry Pitt
Nominato "La pidocchite". Un ragazzino tutto sporco. In un episodio vuole baciare le ragazze.

### Mike Believe
Un nuovo studente della scuola Pokey Oaks, apparso per la prima volta nell'episodio Un immaginario un po' folle, era un ragazzo timido e introverso, fino a quando non ha creato un amico immaginario di nome Patches che in seguito causa guai nella classe e Mike si prende la colpa. Ma Dolly capisce che non era colpa di Mike, così lei e e le sue sorelle creano un loro amico immaginario per combattere Patches. Alla fine, le Superchicche decidono di essere amiche di Mike.

### Robin Snyder
Un'amica delle Superchicche e loro vicina. Dopo essersi trasferita a Townsville fa subito amicizia con loro, ma in seguito resta delusa dal fatto che le ragazze la lasciano per andare a combattere il crimine durante le proprie attività. Almeno finché Principessa non ha deciso di approfittarsi di lei fingendo di essere sua amica, poi la manipola nel rubare caramelle in modo che possa sembrare che lei l'avesse arrestata per diventare una Superchicca, ma invano. In seguito, Robin si rende conto che le ragazze sono ancora sue amiche anche quando loro entrano in azione. Appare anche nel reboot come supporto e cameo. Voce originale: Julie Nathanson, Voce italiana: Federica De Bortoli.

### Twiggy
Il criceto domestico della scuola Pokey Oaks. Si trasforma in un mutante dopo essere stato buttato nello sciaquone e contaminato dai rifiuti tossici nelle fogne nell'episodio Un criceto infuriato e ha quasi tentato di mangiarsi Mitch Mitchelson (a cui era stato incaricato di prendersi cura di Twiggy, ma invece maltratta il criceto). È stato presumibilmente ripristinato il suo stato normale in seguito, come Elmer Sglue. Il sesso di Twiggy è spesso ambiguo, poiché viene spesso chiamato al maschile o al femminile.

### Mr. Green
Un insegnante supplente che in un episodio sostituisce la signorina Keane. È un mostro umanoide con lunghi capelli bianchi, la pelle verde, un occhio bendato, denti aguzzi, un mantello e un paio di corna ricurve. All'inizio viene scambiato per un cattivo dalle Superchicche ma alla fine si rendono conto che è buono.

### DYNAMO
DYnamic NAnotechtronic MOnobot, un enorme robot da battaglia dall'aspetto di una Superchicca gigante. È stato progettato e creato dal Professor Utonium per aiutare le ragazze a salvare Little Tokyo, il distretto giapponese di Townsville, da un mostro a forma di pesce palla nell'episodio Il mostro del laghetto, ma poiché le ragazze hanno fatto più danni alla città del normale, il Sindaco ordina loro di non usare mai più il robot. Tuttavia, in un altro episodio, ironicamente, è il Sindaco il responsabile alla guida del robot.

## Antagonisti principali

### Mojo Jojo
Mojo Jojo, il cui vero nome è Jojo, è l'antagonista principale della serie. Mojo Jojo era la scimmia da laboratorio del professor Utonium prima di essere colpito in pieno dall'esperimento che diede vita alle tre Superchicche; ciò ha accresciuto la sua intelligenza e lo ha trasformato in uno dei cattivi più potenti della città di Townsville, il cui unico scopo è proprio quello di distruggere le tre supereroine protagoniste. Nella serie ha il ruolo del nemico numero uno per eccellenza delle protagoniste e, di conseguenza, è il cattivo più ricorrente della serie, essendo apparso anche nell'omonimo film tratto dalla serie uscito nel 2002. L'esperimento che ha dato vita alle Superchicche, ha modificato anche la personalità di Jojo. Da scimmia monella e dispettosa, Jojo divenne un essere dotato di una portentosa intelligenza, oltre ad essere megalomane, spietato e molto ambizioso, per poi trasferirsi in un vulcano collocato nel parco di Townswille e con situato sopra un laboratorio scientifico che divenne la sua nuova abitazione. Nonostante si professi malvagio è una delle maggior fonti di comicità della serie, inoltre è evidentemente infantile, distraibile e fondamentalmente ha un cuore troppo tenero. Altra caratteristica di Mojo Jojo è l'essere molto logorroico, arrivando a ripetere più volte lo stesso concetto quando parla. Mojo Jojo è uno scimpanzé dalla statura minuta con viso, mani e piedi di colore verde e le sclere degli occhi rosa. Veste sempre con un camice di colore blu, stivali e guanti bianchi, una cintura bianca con un pallino viola e un lungo mantello del medesimo colore. Caratteristica principale del personaggio è quella di avere un cervello abnorme che gli fuoriesce dal cranio. Nella versione originale parla con un marcato accento giapponese. Voce originale: Roger L. Jackson, Voce italiana: Neri Marcorè (prima-quarta stagione), Paolo Buglioni (quinta-sesta stagione), Fabrizio Temperini (speciali tv), Pierluigi Astore (Jellystone).

### Lui
Lui (Him) è l'antagonista secondario della serie. Il personaggio è un demone misterioso, sinistro e inquietante con delle chele al posto delle mani e vestito con abiti femminili che vive nelle viscere della Terra. Tra tutti gli antagonisti della serie è senza alcun dubbio il più potente e malvagio, a tal punto che il suo vero nome risulta impronunciabile e proprio per questo viene chiamato semplicemente "Lui" ("Him" in originale). Tende spesso a servirsi delle emozioni negative delle persone per incrementare il suo potere e a sfruttare psicologicamente le sue vittime per la riuscita dei suoi piani. Nell'episodio della quinta stagione I Supercocchi sono in città riporterà in vita quest'ultimi modificandoli per distruggere le Superchicche, fallendo anche in questa occasione. Inoltre come egli stesso rivela in una puntata si concede dei giorni di riposo per rilassarsi. Voce originale: Tom Kane, Voce italiana: Massimo Gentile.

### Principessa Morbucks
La Principessa Morbucks è una ragazzina ricca, viziata, egoista ed egocentrica che desidera essere una Superchicca più di ogni altra cosa. Odia Lolly, Dolly e Molly perché non le hanno permesso di farla entrare nel loro gruppo. In alcune occasioni è riuscita comunque a ottenere i poteri necessari per essere una Superchicca, salvo poi perderli sempre alla fine. Suo padre è sempre disposto ad assecondare ogni sua richiesta nonostante i continui capricci. Voce originale: Jennifer Hale, Voce italiana: Domitilla D'Amico.

### I Supercocchi
I Supercocchi  (The Rowdyruff Boys) sono un trio di ragazzini scalmanati che rappresentano il classico stereotipo dei bulletti di strada e sono la versione maschile delle Superchicche, essendo dotati anche dei loro stessi superpoteri. Sono stati inizialmente creati da Mojo Jojo con "peli di ascelle, lumache e coda di cane" per annientare le protagoniste anche se poi verranno distrutti subito dopo la loro creazione. Verranno riportati in vita da Lui modificandoli e facendoli diventare indistruttibili. La loro maggiore sicurezza risulta essere inoltre la loro maggiore debolezza. I membri sono:
- Lino (Brick) - Leader dei Supercocchi ed equivalente di Lolly. Indossa un berretto rosso e originariamente aveva una frangia, che è stata sostituita da capelli lunghi quando è stato resuscitato. È violento, autoritario, crudele e irascibile. Causa sempre conflitti con i suoi fratelli, in particolare con Dino, che ama infastidire colpendolo per divertimento o quando dice qualcosa di stupido. Oltre che duro può essere piuttosto arrogante e orgoglioso. Il suo colore è rosso e il suo ingrediente caratteristico è la coda di cane. Voce originale: Rob Paulsen, Voce italiana: Sergio Matteucci (prima stagione), Massimiliano Alto (quinta-sesta stagione).
- Dino (Boomer) - Equivalente di Dolly. È il più stupido del gruppo (ma non meno prepotente dei suoi fratelli comunque) ed è spesso vittima degli ordini e delle punizioni di Lino. Dino è descritto come loquace e ingenuo. Il suo colore è blu e il suo ingrediente caratteristico sono i peli delle ascelle. Voce originale: Rob Paulsen, Voce italiana: Claudia Pittelli (prima stagione), Davide Lepore (quinta-sesta stagione).
- Mino (Butch) - Equivalente di Molly. È l'iperattivo ed eccessivamente allegro del gruppo, essendo anche quello che si diverte di più a causare danni. È quello che più obbedisce agli ordini di Lino. Tende a diventare particolarmente eccitato quando viene annunciato un gioco o un combattimento. Il suo colore è verde e il suo ingrediente caratteristico è una lumaca. Voce originale: Roger L.Jackson, Voce italiana: Luigi Ferraro (prima stagione), Simone Crisari (quinta-sesta stagione).

### Bebo Bestione
Bebo Bestione (Fuzzy Lumpkins) è un grosso, irascibile e possessivo uomo dei boschi dal pelo rosa che abita in una cabina malridotta situata nella foresta cittadina di Townsville. È un antisociale, non spicca di intelligenza e non sopporta che le persone invadano il suo territorio o tocchino le sue cose, in tal caso si infuria come un matto. Quando va a portare scompiglio in città, è solito minacciare gli altri con il suo schioppo. Ha anche una famiglia della sua stessa specie piuttosto numerosa, i cui parenti condividono le sue stesse rozze caratteristiche comportamentali. Voce originale: Jim Cummings, Voce italiana: Ambrogio Colombo.

### La Banda dei Verdastri
La Banda dei Verdastri (Gangreen Gang) è un gruppo di cinque adolescenti teppisti, tutti inspiegabilmente dalla pelle verde. Sono noti soprattutto per commettere reati come vandalismo e molestie nei confronti di giovani o anziani. Nell'episodio Pranzo d'affare ogni componente riesce ad ottenere (sebbene per poco) un superpotere. In un altro episodio si alleano con Seducella, ma alla fine verranno traditi da quest'ultima e per vendicarsi aiuteranno le Superchicche a fermarla (ed è probabilmente l'unico episodio in cui i Verdastri svolgono il ruolo dei buoni). Abitano in una catapecchia presente nella discarica cittadina di Townsville. I membri sono:
- Asso (Ace) - Il leader del gruppo e anche il più intelligente. È un tipo punk dall'atteggiamento meschino, prepotente e imbroglione, ma anche carismatico e calcolatore, che guida la banda in tutte le loro attività antisociali. Nella quarta puntata della serie, dove il gruppo dei verdastri fa il suo esordio, aveva ingannato Molly che si era innamorata di lui. Nella versione originale parla con un accento italo-newyorkese. È stato il bassista della cartoon band dei Gorillaz nell'album The Now Now, sostituendo Murdoc che si trovava in prigione. Voce originale: Jeff Bennett, Voce italiana: Pino Ammendola.
- Serpente (Snake) - Il secondo membro della banda, viene sempre preso a pugni da Asso quando sbaglia o ha un'opinione. Come dice il nome è caratterizzato da fattezze serpentine. Voce originale: Tom Kenny, Voce italiana: Sergio Luzi.
- Lombrico (Grubber) - È il terzo membro della banda. Dall'aspetto grottesco e trasandato, è descritto come strano e comunica esclusivamente facendo pernacchie; ciò nonostante, in più occasioni dimostra di saper imitare le voci di altri personaggi. Voce originale: Jeff Bennett.
- Arturo (Lil' Arturo) - È il quarto membro del gruppo. È basso e porta sempre un pettine a forma di coltello chiamato "Maria". È di origine messicana. Voce originale: Carlos Alazraqui (solo in "Buttercrush"), Tom Kenny (apparizioni successive), Voce italiana: Roberto Certomà.
- Big Billy - È il quinto membro del gruppo. È paffuto e la sua personalità è descritta come ingenua e infantile. È inoltre il più buono dei cinque, tanto che in un episodio, Maggiordomo per un giorno, abbandona temporaneamente la banda per aiutare le protagoniste dopo essere stato salvato da quest'ultime. In un altro episodio si scopre invece che è un ciclope, poiché i suoi capelli gli coprono il suo unico occhio. Voce originale: Jeff Bennett, Voce italiana: Giorgio Locuratolo.

### Gli Amoeba Boys
Gli Amoeba Boys sono un trio di amebe giganti antropomorfe che nonostante la loro scarsa intelligenza vogliono diventare i cattivi più temuti di Townsville. Infatti data la loro specie non riescono a combinare granché, motivo per il quale le Superchicche li vedono più come degli scocciatori che dei veri e propri nemici. In una puntata si scopre che il loro rifugio è un vecchio teatro abbandonato. I membri sono:
- Bossman - Il leader della banda, indossa una fedora grigia e aspira assieme ai suoi compagni di diventare i peggiori cattivi di Townsville. Voce originale: Chuck McCann, Voce italiana: Emidio La Vella.
- Junior - Il più piccolo del gruppo, indossa un berretto nero e ha l'abitudine di ripetere ciò che dice il suo capo Bossman. Voce originale: Chuck McCann, Voce italiana: Fabrizio Vidale.
- Slim - Il più alto del trio, indossa una fedora marrone ed è anche il membro più tonto e inaffidabile. Voce originale: Chuck McCann, Voce italiana: Stefano Crescentini.

### Seducella
Seducella (Sedusa), il cui personaggio si ispira alla Medusa della mitologia greca, è un'affascinante maestra dei travestimenti che riesce a sedurre qualsiasi uomo, tra cui il Prof Utonium nella sua prima apparizione nella serie. Inoltre come arma per poter attaccare l'avversario può allungare e controllare a piacimento la sua fluente chioma. In un episodio si scopre che il punto debole dei suoi capelli è l'acqua. Voce originale: Jennifer Hale, Voce italiana: Cinzia De Carolis.

## Antagonisti secondari

### Lenny Baxter
Un nerd appassionato dai gadget delle Superchicche, tant'è che nell'episodio in cui appare, dopo aver completato la sua collezione sulle tre eroine, arriverà sul punto di rapire quest'ultime non sentendosi ancora soddisfatto di quello che ha, ma verrà poi sconfitto dagli abitanti di Townswille, i quali lo metteranno al tappeto aprendo le confenzioni dei suoi giocattoli, ferendolo spiritualmente, per poi essere sbattuto in prigione. Il suo personaggio è ispirato all'Uomo dei Fumetti dei Simpson. Voce originale: Tom Kenny, Voce italiana: Roberto Del Giudice.

### Femmina Fatale
Donna criminale che nell'episodio in cui appare aizza le Superchicche contro il genere maschile, al punto di voler rubare dalla banca solo le monete coniate con il volto di Susan B. Anthony. È una bionda fatale, bella e pericolosa, che sa maneggiare la frusta. Voce originale: Grey DeLisle, Voce italiana: Giò Giò Rapattoni.

### Gatto
A prima vista un innocuo gattino bianco con gli occhi giallo-verdastri, che usa la sua carineria per ipnotizzare le persone perché lo aiutino nel compiere crimini. Voce originale: Mark Hamill, Voce italiana: Loris Loddi.

### Abracadaver
Zombie che nella sua vita precedente era un famoso prestigiatore di nome Al Lusion, ritornerà per cercare di vendicarsi su Townsville dopo essere stato accidentalmente ucciso in un incidente, finendo in una vergine borchiata, durante uno dei suoi spettacoli di magia. Proverà a vendicarsi su Lolly, credendo che fosse una reincarnazione della bambina che lo ha portato alla morte. Voce originale: Frank Welker, Voce italiana: Sergio Matteucci.

### Aggio Scarafaggio
Rude uomo di mezza età (in realtà un robot controllato da uno scarafaggio), che con il suo esercito di scarafaggi cercherà di sterminare l'umanità. Voce originale: Roger L. Jackson, Voce italiana: Goffredo Matassi.

### Broccoloidi
Invasori alieni simili a broccoli, con l'obbiettivo di soggiogare l'umanità, tramite spore ipnotiche. Le Superchicche, insieme con i ragazzi di Townsville, li sconfiggeranno mangiandoli.

### I Centauri del fato
Sono un trio di rozzi centauri che distruggono o mangiano qualsiasi cosa. Voci italiane: Roberto Stocchi, Ambrogio Colombo, Luigi Ferraro.

### Major Man
Un supereroe dall'aria imponente e apparentemente dotato di incredibili super poteri, ma in realtà è un imbroglione che combina disastri per poi risolverli facendo credere così a tutti di intervenire sempre in tempo al momento giusto. Si tratta di una parodia di Superman. Voce originale: Jeff Bennett, Voce italiana: Roberto Pedicini.

### Uomo Nero
Il baubau delle paure dei bambini. Tenterà di oscurare il sole con una gigantesca palla da discoteca in modo che tutti i mostri possano festeggiare per sempre sulla Terra. Guida in una limousine bianca che si trasforma in un'astronave. Voce originale: Kevin Michael Richardson, Voce italiana: Leslie La Penna.

### Mr. Mimo
All'inizio dell'episodio in cui appare è un clown allegro di nome Arcobaleno, finché un camion di candeggina non lo colpì, trasformandolo in un mimo malvagio che vuole rendere il mondo silenzioso e privo di colori. Tornerà alla normalità alla fine dello stesso episodio, ma viene comunque picchiato dalle Superchicche e gettato in prigione. Voce originale: Tom Kenny, Voce italiana: Luigi Ferraro.

### Lou Gubrious
Uno scienziato molto depresso dal pianto incontrollabile. Si sente estremamente invidioso per quelli che a Townsville si sentono più felici di lui, così decide di renderli tutti tristi grazie a una macchina che trasforma la loro felicità in tristezza, trasformando di conseguenza la sua depressione nell'esatto opposto. Voce originale: Dee Bradley Baker, Voce italiana: Roberto Draghetti.

### I Ministri del male
Un trio di vecchi criminali che furono sconfitti da Capitan Righteous e dal suo aiutante Lefty durante gli eventi della Seconda Guerra Mondiale.

### Famiglia Smith
Sono i vicini di casa delle Superchicche, una volta hanno organizzato un piano per eliminarle.

### Richard "Dick" Hardly
Vecchio compagno di studi e ora rivale del professor Utonium. Nell'episodio in cui appare dimostra di possedere un'avidità ed una crudeltà che vanno ben oltre quanto emerso dai cattivi storici, interessato solo al denaro e all'idea di impossessarsi degli ingredienti che compongono le Superchicche, oltre che del Chemical X, caratteristiche che lo porteranno alla sua stessa fine. Voce originale: Jeff Bennett.

### Agente Mike Brikowski
Un poliziotto diversamente cattivo e che odia le Superchicche, e appena licenziato, decide di fare vendetta contro di loro.

### Le Powerpunk Girls
Tre bambine vestite in stile punk create dal malvagio Oppressor Plutonium, sono le controparti negative delle Superchicche, infatti esse provengono da una dimensione parallela dove i buoni sono cattivi e dove i cattivi sono buoni e vivono nella città di Vilestown (che sarebbe la controparte negativa di Townswille). Essendo le alter ego malvagie di Lolly, Dolly e Molly hanno delle personalità piuttosto diverse dalle loro. In origine sarebbero dovute apparire in un episodio della serie, ma a causa del lungo impiego che c'è voluto per fare il lungometraggio ispirato alla serie stessa, esso non fu mai portato a termine. Di conseguenza tale episodio venne realizzato in versione cartacea su uno dei fumetti DC Comics dedicati alla serie. Inoltre se le Superchicche sono state create da "zucchero, cannella e ogni cosa bella", le Powerpunk Girls invece sono state create da "sale, aceto e ogni cosa brutta". Il loro acerrimo nemico è Jomo Momo, ovvero l'opposto di Mojo Jojo. I membri sono:
- Berserk - Leader delle Powerpunk Girls e controparte negativa di Lolly. Ha i capelli rossicci legati con un nastro del medesimo colore e si veste di rosso. Pur essendo intelligente quanto Lolly, a differenza di quest'ultima ambisce per il male e non per la giustizia. Dal carattere crudele, autoritario e sarcastico, istiga sempre conflitti con le sue sorelle e tende ad essere poco morale verso gli altri. Il suo ingrediente caratteristico è ogni cosa brutta.
- Brat - Controparte negativa di Dolly. Ha i capelli biondi tenuti da due fiocchi blu e si veste di blu ceruleo. A differenza di Dolly è arrogante, insensibile, sfacciata, insolente e lamentosa e tutt'altro che tenera, dolce e compassionevole verso gli altri, presentandosi quindi come il suo esatto contrario. Il suo ingrediente caratteristico è il sale.
- Brute - Controparte negativa di Molly. Ha i capelli neri a punta e si veste di verde scuro. Come Molly è un tipo molto aggressivo e sfrenato con l'unica differenza che è ancora più violenta di lei. Presenta anche un comportamento rozzo e sgarbato verso chiunque, incluse anche le sue sorelle. Il suo ingrediente caratteristico è l'aceto.